# Историја српскохрватског језика
Историја српскохрватског језика поклопила се са руменилом илирског покрета и романтичарском национализмом. С обзиром на име које овај језик добија у 19. веку. У ствари, језик има озбиљну позадину.
Већ крајем 12. века, у Босни се до 15. века употребљава специфичан зетско-хумски правопис. Његово писмо је босанчица. 16. стољеће је вријеме дубровачка књижевност. Обнова пећке патријаршије са босанским елајетом ствара стварну пријетњу позиционирања Хабсбуршке Хрватске уочи дугог рата. Ово је време контрареформације. Конгрегација одлучује да се супротстави османској претњи преосталој Хрватској након поражене мохачке битке. Католичка пропаганда на Балкану ствара популарни књижевни језик за Хрвате, Србе и Бугаре - илирски језик (jужнословенски).
У 19. веку, после мађарске револуције (1848) Бечки суд види у лице уједињених јужних Славена противтежу која ће спасити Аустријско царство од Мађара и сачувати је у будућности. Тако је потписан Бечки књижевни договор. У међувремену, језик и писменост Бугара и Срба у данашњој Војводини искусили су снажан руски утицај у 18. веку, после чувених поправки књига и увођења нове цивилне руске ћирилице. На овај начин, словеносрпски језик у Војводини је сасвим другачији од оног који покушава да наметне Вука Караџића и који је практично српскохрватски.

## Име и предисторија
Језик од почетка Новог вијека, са првим изданцима компаративне лингвистике, има политичко име у античком контексту.
Са почетком штампања, ћирилично писмо је звао Гијоме Постеља - српско писмо (1538). Хрватска глагољица је тада постала позната као jеронимица — од Јероним Стридонски или илирица.
Папа Гргур XIII је одлучио, у сврху католичке пропаганде, да отвори ћириличну штампарију у Риму 1578. одмах након убиства Мехмед-паше Соколовића. Тада су Папинска држава и Конгрегација били потпуно свјесни илирских земаља - Србије, Бугарске, Влашке, Молдавије и Московије. Интересантан детаљ је да ћирилична писма добијају папски и италијански назив „српски” у време увођења грегоријанског календара.
Још један интересантнији детаљ из прве половине 16 вијека био је, прије обнове Пећке патријаршије, да су у језичком плану Бугари познати као Раци и да су били други народи Срба. Ово је изричито забележено у првој светској лингвистичкој енциклопедији — „Mithridates: De differentia linguarum, tum veterum, tum que hodie apud diversas nations in toto orbe terrarium in usu sunt” од Конрад Геснер (1555) /Енциклопедија под Бугарима разуме Поволшке Бугаре/ и „De ratione communi omnium linguarum & literaru(m)” од Теодор Библијандер (1548).
Фауст Вранчић уводи термин далматински језик (1595). Бартол Кашић замјењује га илирским језиком у сврху латинизације и прихватање Уније од стране Срба и Бугара.